# Demna Gvasalia
Demna Gvasalia (Sujumi, Georgia, 25 de marzo de 1981) es un diseñador de moda georgiano, actualmente es director creativo de Gucci, cofundador de Vetements y exdirector creativo de Balenciaga.

## Biografía
Demna nació en Georgia en 1981 en una familia cristiana ortodoxa georgiana. Huyó a los 12 años, durante la guerra ruso-georgiana de 1992-1993 en Abjasia y se vio obligado a vivir en Tiflis. Su familia vivió en Düsseldorf desde 2001 en adelante.
Demna estudió economía internacional durante cuatro años en la Universidad Estatal de Tiflis y luego asistió a la Real Academia de Bellas Artes de Amberes, donde se graduó con una maestría en Diseño de Moda en 2006.

## Carrera profesional
En 2006 colaboró con Walter Van Beirendonck en sus colecciones masculinas. 
En 2009 se incorporó a la Maison Martin Margiela, donde fue responsable de las colecciones femeninas hasta 2013. En 2013, fue nombrado diseñador sénior de las colecciones prêt-à-porter femeninas en Louis Vuitton, inicialmente bajo la dirección de Marc Jacobs y brevemente bajo Nicolas Ghesquière.
Junto a su hermano Guram Gvasalia lanzó la marca Vetements en 2014, con ayuda de un pequeño grupo de inversionistas anónimos, mostrando su trabajo en pequeños clubs gay de París. Demna ha dicho que su propósito original con la marca era subvertir el statu quo de la alta costura. La primera colección de prêt-à-porter para mujer de Vetements se presentó en la Semana de la Moda de París en 2014. El colectivo fue nominado para el Premio al Diseñador de Moda Joven de LVMH después de producir 3 colecciones. 
En 2015, Demna se convirtió en el director creativo de Balenciaga sucediendo a Alexander Wang.
En 2019, Demna dejó Vetements para emprender nuevas aventuras artísticas, habiendo logrado sus objetivos con la empresa, y le dijo a Highsnobiety que había "cumplido su misión de conceptualista e innovador del diseño".
En agosto de 2021, Demna colaboró con Kanye West actuando como director creativo del segundo evento de escucha del álbum Donda de West que se llevó a cabo en el Mercedes-Benz Stadium.
En la Gala Met de 2021 en el Museo Metropolitano de Arte de la ciudad de Nueva York, Demna subió las escaleras con la estrella de telerrealidad Kim Kardashian, ambos con su cuerpo de pies a cabeza completamente cubierto por los diseños de Black Balenciaga, con Vogue ofreciendo que las reglas de los eventos habían sido reescritas.
En noviembre de 2022, Balenciaga lanzó su campaña publicitaria navideña, que mostraba a niños sosteniendo ositos de peluche en arneses y disfraces de bondage. La fuerte reacción y críticas contra las imágenes en las redes sociales motivaron la creación del hashtag #cancelBalenciaga convirtiéndose rápidamente en tendencia en Twitter y TikTok, pues muchos acusaron a la marca y a Demna de tolerar la pedofilia y la explotación infantil.

## Diseño
Demna desarrolló un estilo único a medida que su empresa, Vetements crecía en tamaño y popularidad. Gran parte del enfoque de Demna todavía se deriva de su propósito inicial de crear moda subversiva. Colecciones como la de otoño/invierno 2017 incluyeron diseños inspirados en arquetipos, divergiendo del método típico de alta costura de rediseño radical y apariencia vanguardista. Otros temas comunes incluyen ropa holgada y chaquetas de estilo urbano. En abril de 2021 presentó su nueva colección Pre-Fall 2021 con la marca Balenciaga marcando una nueva línea de diseño y pensamiento personal, tal como lo promueve la revista Vanity Teen.

## Premios
Demna ganó el Premio Internacional para Vetements y Balenciaga en los CFDA Fashion Awards en 2017. También ganó el premio al Diseñador de Accesorios del Año en los Fashion Awards 2018 Gvasalia ganó el premio Global Women's Designer en los CFDA Fashion Awards en 2021. El 27 de septiembre de 2021, la presidenta de Georgia, Salome Zourabichvili, otorgó a Demna la Orden de Honor por sus contribuciones a la popularización de Georgia en el extranjero.